# 江热夏乡
江热夏乡（藏語：ལྕང་རྭ་ཤར་，威利转写：lcang rwa shar），是中华人民共和国西藏自治区拉萨市林周县下辖的一个乡镇级行政单位。

## 行政区划
江热夏乡下辖以下地区：
江热夏村、连巴村、加荣村、拉定村和卡日村。